# سن-لامبر (ابیتیبی-تمیسکامنگ)
سَن-لامبِر، اَبیتیبی-تِمیسکامَنگ (به فرانسوی: Saint-Lambert, Abitibi-Témiscamingue) قصبه‌ای در منطقه شهری آبیتیبی-وست ناحیه آبیتیبی-تمیسکامنگ در استان کبک کانادا است. در سرشماری سال ۲۰۱۱ این قصبه ۲۲۸ نفر جمعیت داشته‌است و مساحت آن ۱۰۱٫۷۶ کیلومتر مربع است.